# Pleak
Pleak è un centro abitato degli Stati Uniti d'America situato nella contea di Fort Bend dello Stato del Texas.
La popolazione era di 1.044 persone al censimento del 2010. Fa parte dell'area metropolitana di Houston–The Woodlands–Sugar Land.

## Geografia fisica
Pleak è situata a 29°29'3" North, 95°48'36" West (29.484144, -95.810087), sulla Texas State Highway 36 a sud di Rosenberg.
Secondo lo United States Census Bureau, ha un'area totale di 2,0 miglia quadrate (5,2 km²).

## Società

### Evoluzione demografica
Secondo il censimento del 2000, c'erano 947 persone, 318 nuclei familiari e 269 famiglie residenti nella città. La densità di popolazione era di 473,8 persone per miglio quadrato (182,8/km²). C'erano 325 unità abitative a una densità media di 162,6 per miglio quadrato (62,7/km²). La composizione etnica della città era formata dall'80,04% di bianchi, il 4,33% di afroamericani, lo 0,32% di nativi americani, lo 0,32% di asiatici, lo 0,00% di isolani del Pacifico, il 13,94% di altre razze, e l'1,06% di due o più etnie. Il 29,25% della popolazione erano Ispanici o latinos of any race.
C'erano 318 nuclei familiari di cui il 38,4% aveva figli di età inferiore ai 18 anni, il 71,1% erano coppie sposate conviventi, l'8,5% aveva un capofamiglia femmina senza marito, e il 15,1% erano non-famiglie. Il 12,6% di tutti i nuclei familiari erano individuali e il 4,1% aveva componenti con un'età di 65 anni o più che vivevano da soli. Il numero di componenti medio di un nucleo familiare era di 2,98 e quello di una famiglia era di 3,22.
La popolazione era composta dal 27,1% di persone sotto i 18 anni, l'8,3% di persone dai 18 ai 24 anni, il 27,9% di persone dai 25 ai 44 anni, il 28,2% di persone dai 45 ai 64 anni, e l'8,4% di persone di 65 anni o più. L'età media era di 38 anni. Per ogni 100 femmine c'erano 98,1 maschi. Per ogni 100 femmine dai 18 anni in giù, c'erano 100,0 maschi.
Il reddito medio di un nucleo familiare era di 52.188 dollari, e quello di una famiglia era di 56.364 dollari. I maschi avevano un reddito medio di 35.313 dollari contro i 25.625 dollari delle femmine. Il reddito pro capite era di 20.773 dollari Il 4,5% della popolazione e il 3,4% delle famiglie erano sotto la soglia di povertà. Il 6,0% di questi sotto i 18 anni e lo 0,0% di questi di 65 anni o più vivevano sotto la soglia di povertà.

## Galleria d'immagini

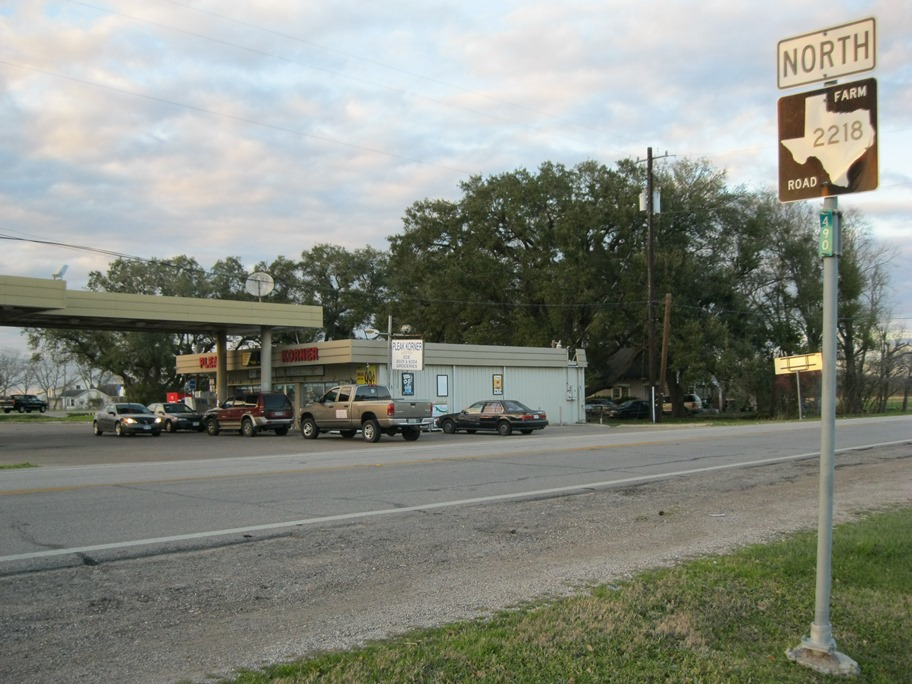
Attività commerciali di fronte al Municipio
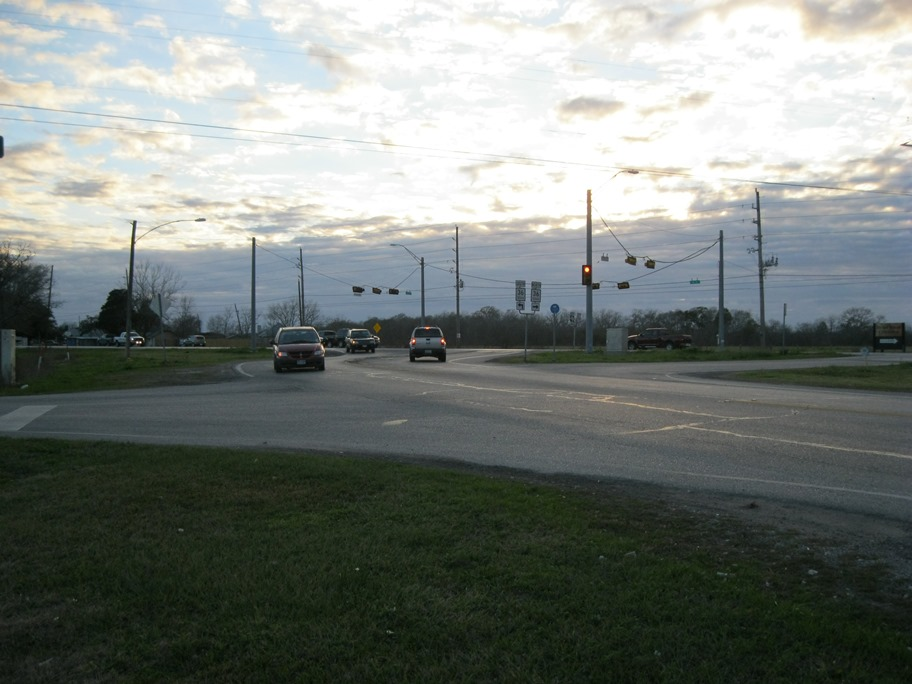
Incrocio tra la Highway 36 e la FM 2218